# Титовщина (Смоленская область)
Титовщина — деревня в Демидовском районе Смоленской области России. Расположена в северо-восточной части области в 1 км к юго-западу от городской черты Демидова. Население — 214 жителей (2007 год). Административный центр Титовщинского сельского поселения.

## Экономика и инфраструктура
Дом культуры, библиотека, медпункт, магазин «Исток». До 2012 года действовала неполная средняя школа.